# Alpaida moata
Alpaida moata là một loài nhện trong họ Araneidae.
Loài này thuộc chi Alpaida. Alpaida moata được Ralph Vary Chamberlin & Wilton Ivie miêu tả năm 1936.